# Douglas Rodríguez Guardiola
Douglas Rodríguez Guardiola   (Santiago de Cuba, 3 de juny de 1950 - l'Havana, 20 de maig de 2012) fou un boxejador cubà, guanyador d'una medalla olímpica.
El 1972 va prendre part en els Jocs Olímpics d'Estiu de Munic, on va guanyar la medalla de bronze en la categoria del pes mosca del programa de boxa. En semifinals va perdre contra l'ugandès Leo Rwabwogo.
En el seu palmarès també destaquen una medalla d'or en el Campionat del Món de boxa amateur de 1974, una de bronze en els Jocs Panamericans de 1971 i dues medalles, una d'or i una de plata en els Campionats de boxa Centreamericans i del Carib. El 1972 guanyà el seu únic campionat nacional.
Va morir el 2012 arran d'un atac de cor.